# Hemachatus haemachatus
Hemachatus haemachatus ou cobra-cuspideira-sul-africana ou cobra-cuspideira-de-colar é uma espécie de serpente que pode medir de 1 a 2 metros, habita savanas úmidas, pastagens e florestas. Alimenta-se de roedores pequenos, aves, lagartos e outras cobras menores. Possui neurotoxina que paralisa o sistema nervoso causando parada respiratória, levando à morte.
Pode ser encontrada na África do Sul. Pode ter o corpo preto ou marrom escuro com um círculo anelar branco no pescoço.
Tem vários mecanismos de defesa:
- pode dilatar seu pescoço na expansão que é chamada de "capuz", que faz com que pareça maior e mais ameaçadora;
- pode morder e injetar veneno na vítima atacada;
- pode lançar veneno nos olhos de seu inimigo.

São predadores fantásticos e engenhosos mas são vulneráveis a ataques. A forma de lançar o veneno é a seguinte: os dutos que conduzem os venenos são fechados e existe um buraco na parte da frente diante de cada dente, quando a naja comprime esses sacos de veneno os dentes atuam como pistolas de água, esguichando veneno a uma distância de quase 4 metros, em geral nos olhos do inimigo, uma arma que pode ser usada tanto para defesa como no ataque.